# Reprezentacja Australii w piłce ręcznej kobiet
Reprezentacja Australii w piłce ręcznej kobiet – narodowy zespół piłkarek ręcznych Australii. Reprezentuje swój kraj w rozgrywkach międzynarodowych.

## Turnieje

### Udział wmistrzostwach świata
| Rok  | Wynik | Źródło |
| ---- | ----- | ------ |
| 1957 | –     |        |
| 1962 | –     |        |
| 1965 | –     |        |
| 1971 | –     |        |
| 1973 | –     |        |
| 1975 | –     |        |
| 1978 | –     |        |
| 1982 | –     |        |
| 1986 | –     |        |
| 1990 | –     |        |
| 1993 | –     |        |
| 1995 | –     |        |
| 1997 | –     |        |
| 1999 | 23.   |        |
| 2001 | –     |        |
| 2003 | 23.   |        |
| 2005 | 24.   |        |
| 2007 | 24.   |        |
| 2009 | 24.   |        |
| 2011 | 24.   |        |
| 2013 | 24.   |        |
| 2015 | –     |        |
| 2017 | –     |        |

### Udział wigrzyskach olimpijskich
| Rok  | Wynik | Źródło |
| ---- | ----- | ------ |
| 1976 | –     |        |
| 1980 | –     |        |
| 1984 | –     |        |
| 1988 | –     |        |
| 1992 | –     |        |
| 1996 | –     |        |
| 2000 | 10.   |        |
| 2004 | –     |        |
| 2008 | –     |        |
| 2012 | –     |        |
| 2016 | –     |        |

### Udział wmistrzostwach Azji
| Rok  | Wynik | Źródło |
| ---- | ----- | ------ |
| 2018 | 5.    |        |